# Старый город (арт-группа)
«Старый город» — неформальное объединение независимых Ленинградских художников.

## История
Арт-группа возникла 6 сентября 1981 года. Первоначально она называлась «Люди старого города».
В первый, основной состав группы входили Ян Антонышев, Дмитрий Егоровский и Валерий Филиппов.
Искусствовед Н. И. Благодатов пишет: 

 Группа «Старый город» образовалась в 1981 году, ещё в советскую эпоху, когда идеология старалась направить молодежь к светлому будущему. И вот группа совсем ещё юных художников устремилась в обратном направлении — в прошлое. Это был год, когда самые разнообразные силы в свободном творчестве Ленинграда нашли возможность объединиться для совместных выставок неофициального искусства в «Товарищество экспериментального изобразительного искусства». Однако группа «Старый город» существовала как бы параллельно, хотя в противостоянии соцреализму была близка ТЭИИ.— Н. И. Благодатов, «Старый Город» в старом городе, 08.06.2008
Вместе с другими объединениями группа выступала с градозащитными инициативами, направленными на сохранение старой архитектуры города.

## Участники группы
Ядро группы — профессиональные художники высокого уровня. Также в выставках и проектах «Старого города» иногда принимают участие художники-любители и их друзья.
- Ян Антонышев ЛХУ им. Серова
- Алентьев Дмитрий †(1961—2013)
- Афонькин Сергей
- Ахапкин Сергей ЛХУ им. Серова
- Барабанщиков Дмитрий
- Браммерло Сюзанна
- Васильева Ирина
- Гончаров Александр
- Николай Данилевский ЛХУ им. Серова[4][5]
- Егоровский Дмитрий (РГПУ им. А. И. Герцена)
- Едомский Михаил
- Михайлов Александр
- Репин Слава †(1964—2001)
- Романович Юлия ЛХУ им. Серова
- Сахарова Ирина ЛХУ им. Серова
- Сашнёва Александра
- Светлов Алексей
- Слепышева Настя
- Стеблянский Николай
- Талантова Инна
- Уваров Андрей ЛХУ им. Серова
- Ухналёв Евгений †
- Уфимцев Леонид
- Наталья Ходячева ЛХУ им. Серова[4][6]
- Валерий Филиппов ЛХУ им. Серова
- Яшке Владимир†

(Список участников составлен по итогам юбилейной выставки в 2011 году)
- 6 января 2020 года на официальной странице Фейсбук Дмитрия Егоровского и Анастасии Слепышевой появилась информация о распаде группы.

«Группа „Старый город“ распалась, но мы решили ничего не переделывать и оставить на сайте память о группе, как о неком большом и прекрасном этапе жизни. Мы с Дмитрием Егоровским выставляемся вместе и по отдельности».

## Фотографии
Последняя версия 2019 года

## Выставки
- 1987 — Фестиваль творческих союзов. Союз Архитекторов. Ленинград.
- 1988 — Музей Замка г. Нарва. Эстония
- 1989 — «От авангарда к перестройке». Выставочный павильон в Гавани. Ленинград
- 1989 — Музей истории города. Ленинград.
- 1990 — «Город» Центральный выставочный зал «Манеж». Ленинград.
- 1990 — «Старый Город». Выставочный зал церкви Сан-Николо. Флоренция, Италия
- 1991 — «Старый Город». Выставочный зал Союза художников на Охте. Санкт-Петербург.
- 1992 — «Старый Город» Союз художников. Санкт-Петербург.
- 1994 — «Старый Город» Союз художников. Санкт-Петербург.
- 1995 — «Старый Город» Музей городской скульптуры, Александро-Невская лавра. Санкт-Петербург.
- 1996 — «Старый Город — 15 лет» Выставка в мастерской на Фонтанке, 133. Санкт-Петербург.
- 1996 — «Старый Город». Галерея «103». Санкт-Петербург
- 1998 — «Гадание на кофейной гуще» Кофейный домик, Летний сад. Санкт-Петербург.
- 1999 — «Старый Город» Русско-немецкий культурный центр. Санкт-Петербург.
- 1999 — «Старый Город». Музей мыса Арыкона о. Рюген. Германия
- 2000 — «Старый Город» — Чайный домик. Летний сад. Санкт-Петербург.
- 2001 — «Старый Город». Галерея «Арт-Коллегия». Санкт-Петербург.
- 2001 — «Город на холсте» Выставочный зал «Творчество», Таганская ул., Москва.
- 2001 — «Старый Город — 20 лет спустя» «Галерея на Гороховой». Санкт-Петербург.
- 2002 — «Весь Петербург» Центральный выставочный зал Манеж (Санкт-Петербург).
- 2003 — «Старый Город» галерея «Экспо-88». Москва.
- 2003 — «Старый Город» Выставка на кинофестивале Российского кино в г. Онфлер. Франция.
- 2004, май — Персональная выставка Яна Антонышева. Галерея «На Свечном». Санкт-Петербург.
- 2004, июнь — «Старый Город» в содружестве с петербургским художником Олегом Головко. Выставка «Город в „Старом Городе“. Объекты, расписная мебель и предметы превращённые в модель городской среды в сочетании с живописью и графикой (см. наши проекты). Галерея «Борей». Санкт-Петербург.
- 2004, июль — „Старый Город“ на фестивале петербургских галерей в Центральном выставочном зале (Манеж).
- 2004, ноябрь — Совместная выставка Насти Слепышевой и Дмитрия Егоровского „Город на двоих“. Галерея „А-3“. Москва.
- 2005, сентябрь — Выставка группы „Старый Город“ в галерее „Наив“. Санкт-Петербург.
- 2006, сентябрь — Выставка в музее-квартире Александра Блока, посвященная 25-летию группы „Старый Город“. Санкт-Петербург.
- 2006, октябрь — Совместная выставка московских и петербургских художников „Город и горожане“. Библиотека искусств им. А. П. Боголюбова. Москва.
- 2007, сентябрь — Литературно-артистическое арт-кабаре „Бродячая собака“ Выставка „Старый Город“. Санкт-Петербург.
- 2007, сентябрь — Выставка, посвящённая дню рождения группы „Старый Город“. Санкт-Петербургский государственный университет. Санкт-Петербург.
- 2009, январь — участие в выставке „ПЕТЕРБУРГ-2008“ в Центральном выставочном зале Санкт-Петербурга „Манеж“. Санкт-Петербург.
- 2009, июль — литературно-артистическое арт-кабаре „Бродячая собака“, выставка «По обе стороны Старого Города». Санкт-Петербург.
- 2009, ноябрь — выставка „Живые Картинки“ в Центре русской культуры в Таллинне.
- 2010, январь — „ПЕТЕРБУРГ-2009“ в Центральном выставочном зале Санкт-Петербурга „Манеж“.
- 2010, сентябрь — галерея Матисс клуба выставка „Старый Город“ в Коломне». Санкт-Петербург.
- 2011, январь — «ПЕТЕРБУРГ-2010» Ежегодная выставка новых произведений петербургских художников в Центральном выставочном зале Манеж (Санкт-Петербург).
- 2011, август — «Старый Город» 30-летие группы. Юбилейная выставка. Союз художников, Санкт-Петербург.
- 2012, январь — «ПЕТЕРБУРГ-2011» Ежегодная выставка новых произведений петербургских художников в Центральном выставочном зале Манеж (Санкт-Петербург).
- 2012, сентябрь — Выставка в «Галерее стекла» (в пространстве «Щель-2»). Персональная выставка Николая Данилевского «Необходимые вещи».
- 2012, сентябрь — Выставка « Старый Город» в «Гостинке» в выставочном зале «Гостинка-Арт» Большой Гостиный двор. Санкт-Петербург.
- 2013, январь — «ПЕТЕРБУРГ-2012» 20-я юбилейная выставка Ежегодная выставка новых произведений петербургских художников в Центральном выставочном зале Манеж (Санкт-Петербург).
- 2013, апрель — «Записная книжка» персональная выставка Николая Данилевского. Всероссийский музей А. С. Пушкина, музей-усадьба Г. Р. Державина, Санкт-Петербург[8].
- 2013, май — художники группы «Старый Город» на выставке «Веков связующая нить», посвящённой 400-летию Дома Романовых[9].Санкт-Петербургский государственный музей театрального и музыкального искусства. Дворец Шереметевых («Фонтанный дом»)[10].
- 2013, июнь — художники группы «Старый Город» на выставке Арт-форум «Традиция» выставочное пространство «Алакюль» Курортный район Санкт-Петербурга.Сестрорецк.
- 2013, сентябрь — выставка в «Галерее стекла». Фрагменты проекта «Французские штучки»(в арт-пространстве «Щель-2») Участники: Николай Данилевский, АзаматЪ Э. Чеслав, Наталья Ходячева[11][12].
- 2013, сентябрь — «Старый Город в Систербеке» Выставочный зал «Арт-Курорт» администрации Курортного района города Санкт-Петербурга. Сестрорецк
- 2014, январь — выставка в «Галерее стекла». Выставка «Огонь, вода и медные трубы» (в арт-пространстве «Щель-2»). Участники: Николай Данилевский, АзаматЪ Э. Чеслав, Наталья Ходячева[13].
- 2014, сентябрь — персональная выставка — проект Николая Данилевского «С чистого листа» в галерее библиотеки Кировских островов[14].
- 2014, декабрь — рождественский проект Николая Данилевского и Натальи Ходячевой «Картинки с выставки». Государственная академическая капелла Санкт-Петербурга[15].
- 2015, февраль — персональная выставкаЯна Антонышева в галерее 14\45 «Игра в синонимы. Италия»[16].
- 2015, апрель — «Metamorfosi». Персональная выставка Яна Антонышева в галерее «Castello Carlo V», Италия, г. Монополи[17].
- 2015, май — «Чайковский Open Air». Николай Данилевский, Ян Антонышев и Наталья Ходячева. Государственная академическая капелла Санкт-Петербурга[18].
- 2015, июль — «Событие на картине». Выставка Яна Антонышева к 50-летнему юбилею. Союз художников, Санкт-Петербург[19].
- 2015, август — выставка Николая Данилевского и Натальи Ходячевой к 100-летию написания Малевичем картины «Черный квадрат» «Игра в квадраты» в галерее библиотеки Кировских островов[14].
- 2015, сентябрь — выставка Натальи Ходячевой и Николая Данилевского «Дворянское гнездо» в галерее библиотеки Кировских островов[14].
- 2015, ноябрь — «Выставка к 175-летию П. И. Чайковского». Николай Данилевский, Ян Антонышев и Наталья Ходячева. Государственная академическая капелла Санкт-Петербурга.[20]
- 2017, октябрь — выставка «Закрыв глаза» Петербургской школы фантастического реализма. Николай Данилевский, Андрей Мамаев и Наталья Ходячева. Государственный Литературно-мемориальный музей Ф. М. Достоевского.[4][21][22]
- 2017, ноябрь — выставка Николая Данилевского к 100-летию Русской революции «Красные игры» в галерее библиотеки Кировских островов[14].
- 2018, октябрь — выставка художников «Петербургской школы фантастического реализма». Николай Данилевский, Андрей Мамаев и Наталья Ходячева. Приуроченная к открытию VII Санкт-Петербургского международного культурного форум 2018 года. В рамках проекта «Открытый музей». Коллекция братьев Носкиных.
- 2019, март — выставка Николая Данилевского к 50-летию со дня смерти А. С. Данилевского «Коллекционер» в галерее библиотеки Кировских островов[23].
- 2019, апрель — фестиваль визуального искусства «ГОРОД & MORE».(галерея VNUTRI, Творческий союз IFA,) Николай Данилевский (Петербургская школа фантастического реализма.)[24].
- 2019 г. — апрель. «Je T’Aime Mélancolie». Персональная выставка Натальи Ходячевой в галерее библиотеки Кировских островов[23], Санкт-Петербург.
- 2019 г. — май. Художники группы «Старый Город» на выставке «100 лет великой смуты» посвященной 100-летию событий 1917 года в России[9]. Всероссийский музей А. С. Пушкина, музей-усадьба Г. Р. Державина, Санкт-Петербург.
- 2020, февраль — проект «Петербург в графике» Николая Данилевского и Натальи Ходячевой . Государственная академическая капелла Санкт-Петербурга[25].